# Wilhelm Hisinger
Wilhelm Hisinger, född 23 december 1766 på Ullnäs bruk i Grythyttans socken, död 28 juni 1852 på Skinnskatteberg, var en svensk brukspatron, kemist och fysiker. 

## Biografi
Wilhelm Hisinger var son till brukspatronen Wilhelm Hising och Barbara Katarina Fabrin, och var via sin fars släkt Hising Bureättling. När båda föräldrarna dog 1780 adopterades han av farbrodern Johan Hisingers adliga ätt Hisinger; släkten Hising kommer ursprungligen från Hisingen.
Hisinger studerade vid Uppsala universitet och inskrevs 1786 vid Bergskollegium, men skilde sig snart därifrån och bosatte sig på landet, där han på sina fäderneärvda egendomar Skinnskatteberg och Baggå i Västmanland ägnade sig åt en vidsträckt bruksrörelse.
Vid sidan av denna idkade han även omfattande vetenskapliga studier, genom vilka han förvärvade sig en berättigad hedersplats bland Sveriges naturforskare. Det var huvudsakligen åt den oorganiska kemin, mineralogin och paleontologin han ägnade sina forskningar. Bland de arbeten han utförde inom dem bör främst nämnas upptäckten av cerium (tillsammans med Jöns Jacob Berzelius, 1803) och undersökningarna över den elektriska strömmens verkningar på saltlösningar (också tillsammans med Berzelius, 1803), varvid det grundväsentliga sakförhållandet uppdagades, att den elektriska strömmen, då den går genom en ledande vätska, skiljer dennas beståndsdelar på så sätt, att syret och syrorna tar vägen till den positiva polen, medan brännbara kroppar och baser beger sig till den negativa polen. Detta blev utgångspunkten för de i vetenskapens historia epokgörande elektrokemiska teorierna av Humphry Davy och Berzelius. Redogörelsen för denna undersökning är offentliggjord i Versuche betreffend die Wirkung der elektrischen Säule auf Salze und auf einige von ihren Basen (i Adolph Ferdinand Gehlens "Journal der Chemie", band I).
Under vidsträckta resor i olika trakter av Skandinavien insamlade Hisinger värdefulla bidrag till Sveriges och Norges geognosi och paleontologi. Sina stora dithörande samlingar donerade han 1841 till Vetenskapsakademien, vilken 1804 invalt honom till sin ledamot. Förutom en mängd mindre avhandlingar, som oftast offentliggjordes i Vetenskapsakademiens handlingar, utgav han flera verk av större omfattning. Han erhöll 1784 adlig värdighet och nämnda akademi lät 1859 slå en medalj över honom.
Hisinger var gift med friherrinnan Anna Märta Eleonora Taube af Odenkat, dotter till översten i armén Carl Taube af Odenkat och Margareta Charlotta Bergenskjöld. De fick två döttrar varav en blev gift, med Detlof Heijkenskjöld d.ä., och därmed stammoder till ätten Heijkensköld.